# Verschleiß
Verschleiß bezeichnet den fortschreitenden „Materialverlust aus der Oberfläche eines festen Körpers, hervorgerufen durch mechanische Ursachen, d. h. Kontakt und Relativbewegung eines festen, flüssigen oder gasförmigen Gegenkörpers“, also den Masseverlust (Oberflächenabtrag) einer Stoffoberfläche durch schleifende, rollende, schlagende, kratzende, chemische und thermische Beanspruchung. Im allgemeinen Sprachgebrauch wird Verschleiß auch mit anderen Arten der Abnutzung gleichgesetzt. Diese Abnutzung kann sich auf verschiedene Arten zeigen und Auswirkungen haben, zum Beispiel als Abrieb, Erosion, Beschädigung oder Deformation.
Diese meist unerwünschte Veränderung der Oberfläche tritt z. B. an Lagern, Kupplungen, Getrieben, Düsen und Bremsen auf sowie als Verschleiß von Zerspanungswerkzeugen. Ebenso müssen bei Autos regelmäßig die Reifen aufgrund von Reifenverschleiß gewechselt werden.
Verschleiß ändert die Geometrie von Bauteilen, sodass diese ihre Funktion verändern. Dadurch folgt eine Bauteilschädigung und der damit verbundene Ausfall von Maschinen und Geräten. Die Verringerung von Verschleiß ist darum eine wesentliche Möglichkeit, die Lebensdauer von Maschinen und Geräten zu erhöhen und damit Kosten und Rohstoffe einzusparen. Andererseits wird versucht, den nicht zu vermeidenden Verschleiß auf einfach auszutauschende Bauteile einzugrenzen, die man unter dem Begriff Verschleißteil zusammenfasst.
Das Verschleißverhalten kann häufig vorausgesagt werden. Jedoch müssen die Verfahren zur Ermittlung der Lebensdauer von der Obsoleszenz unterschieden werden.
Die Lehre von Reibung und Verschleiß sowie Schmierung ist die Tribologie.

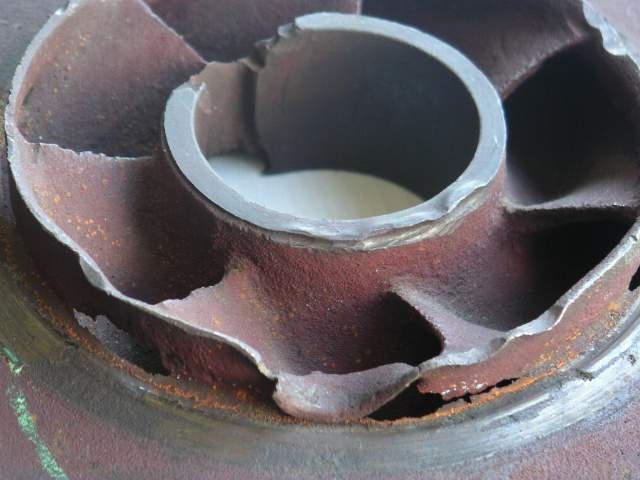
Durch Kavitation verschlissenes Flügelrad einer Pumpe

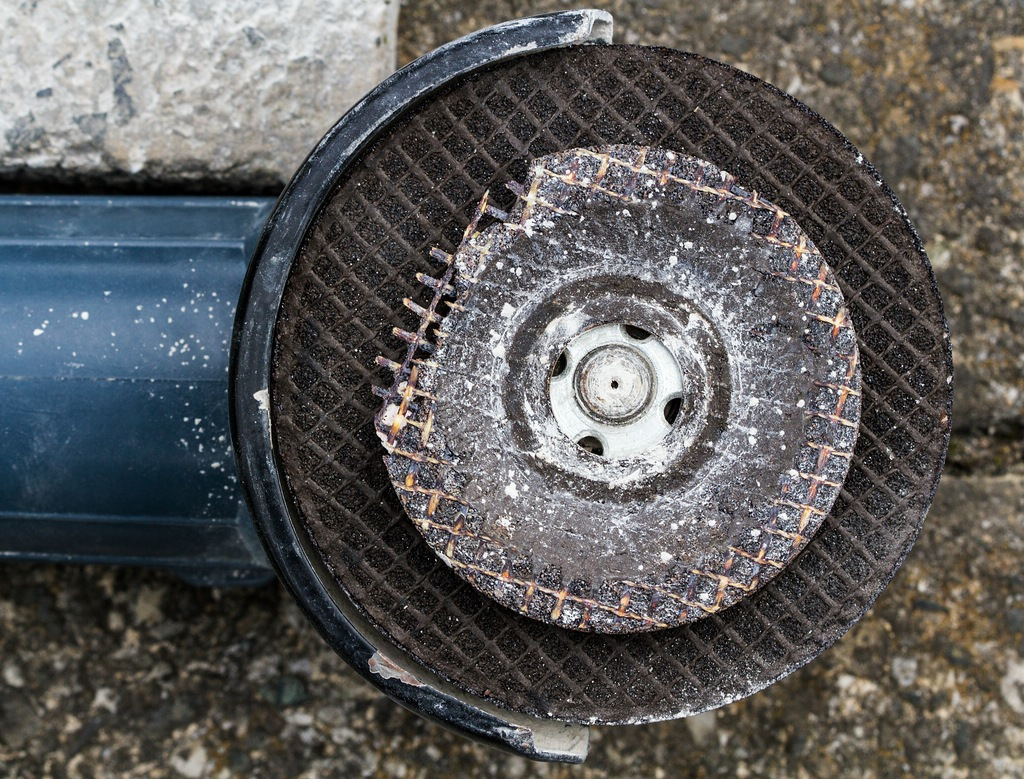
Verschlissene Trennscheibe (vorne) eines Winkelschleifers nach dem Freihand-Trennen von Steinplatten (dahinter das eingespannte unbenutzte Werkzeug)

## Einflussgrößen
- Grundkörper (Werkstoff, Form, Oberfläche)
- Zwischenstoff (Art, Teilchengröße u. a.)
- Gegenkörper (Werkstoff, Form, Oberfläche)
- Belastung (Größe, zeitlicher Verlauf)
- Art der Bewegung (gleitend, rollend, stoßend)
- umgebende Atmosphäre (z. B. Luft, Schutzgas, Vakuum)
- Temperatur (Höhe, zeitlicher Verlauf)

Verschleiß ist immer die Eigenschaft eines Systems, nicht der beteiligten Komponenten: Es sind immer (mindestens) zwei Komponenten im Zusammenspiel, häufig noch ein Zwischenmedium (Fluid). Im Gegensatz hierzu sind Materialermüdung und chemische Alterung auch ohne Beteiligung eines zweiten Bauteils möglich.

## Mechanismen
Verschleiß wird hauptsächlich durch vier unterschiedliche Verschleißmechanismen bestimmt:

### Adhäsiver Verschleiß
Adhäsiver Verschleiß tritt bei mangelnder Schmierung auf. Liegen sich berührende Bauteile bei hoher Flächenpressung fest aufeinander, so haften die Berührungsflächen infolge Adhäsion (auch: Anhangskraft) aneinander. Beim Gleiten werden dann Randschichtteilchen abgeschert. So entstehen Löcher und schuppenartige Materialteilchen, die oft an der Gleitfläche des härteren Partners haften bleiben. Diesen Verschleißmechanismus nennt man adhäsiven Verschleiß oder Haftverschleiß.
Beispiel:

Schützende Oxidationsschichten werden infolge der Adhäsion durch die hohe lokale Pressung an einzelnen Oberflächenrauheitshügeln durchbrochen. Es entsteht eine lokale Mikrokaltverschweißung. Durch die Kaltverfestigung reißt der Werkstoff anschließend nicht im Bereich zwischen den beiden Schweißstellen (Fusionszone), sondern in den Nebenbereichen.

### Abrasiver Verschleiß
Wenn harte Teilchen eines Schmierstoffs oder Rauheitsspitzen eines Reibungspartners in die Randschicht eindringen, so kommt es zu Ritzung und Mikrozerspanen. Man bezeichnet diesen Verschleiß als abrasiven Verschleiß (Abrasion), Furchverschleiß oder Erosionsverschleiß. Letztere kann auch durch Flüssigkeiten erfolgen, denn die in Flüssigkeiten mitgespülten Stoffe, wie z. B. Sand, erzeugen ebenfalls Verschleiß, der auch als Spülverschleiß bezeichnet wird. Den durch die Abrasion entstandenen Materialverlust nennt man Abrieb.
Zur Vermeidung von abrasivem (d. h. abschabendem) Verschleiß sollten Schmierstoffe überwacht und gegebenenfalls erneuert werden. Grundsätzlich kann schon bei der Konstruktion eines tribologischen Systems abrasivem Verschleiß vorgebeugt werden: statt metallischer Paarungen sollten Metall-Kunststoff- oder Metall-Keramik-Paarungen bevorzugt werden. Grundsätzlich gilt, dass bei metallischen Paarungen ein günstiges Verhältnis (z. B. harte Carbide in zähem Zwischenstoff) zwischen Festigkeit und Zähigkeit angestrebt werden sollte.

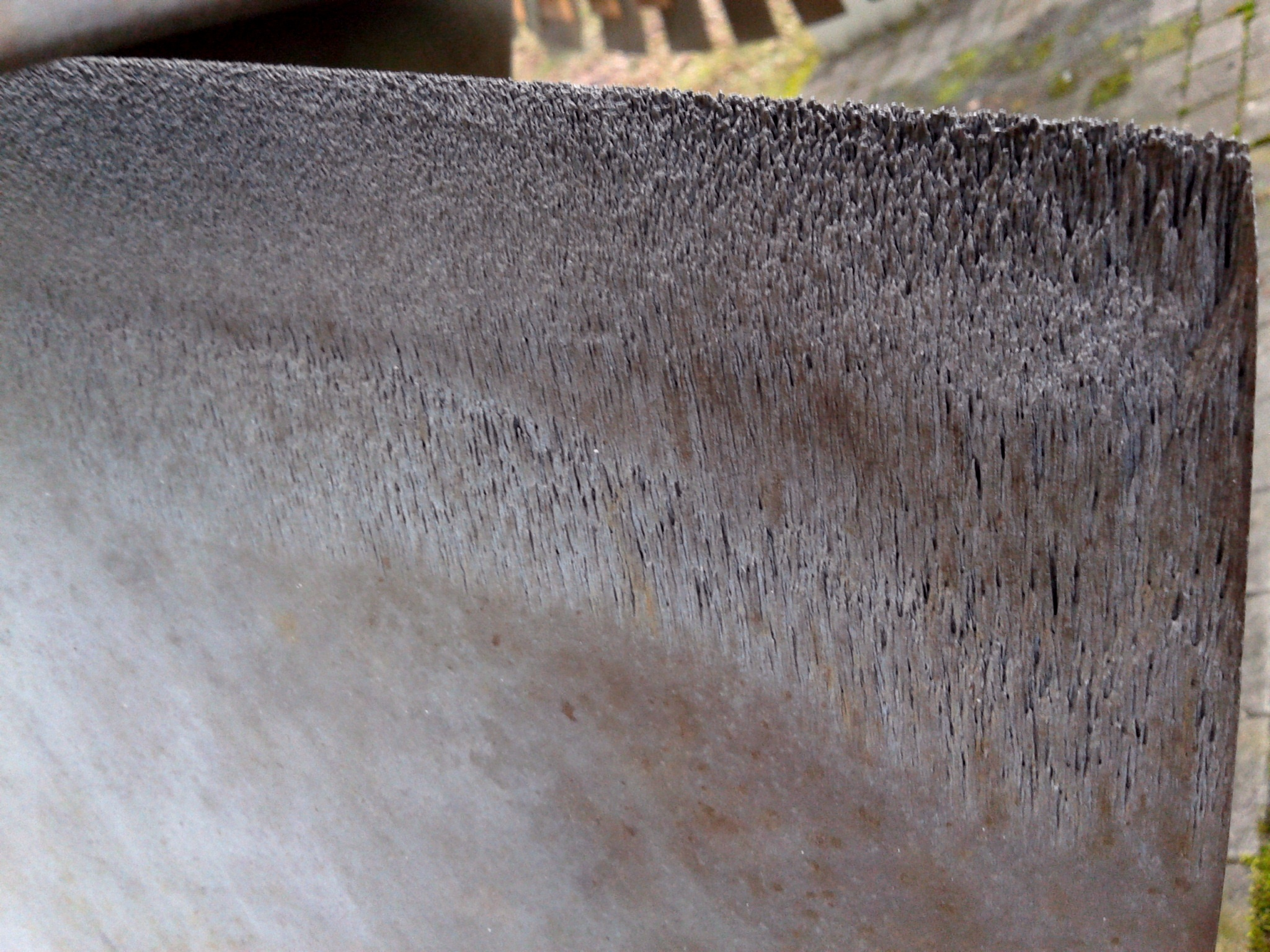
Erosionsverschleiß an einer ausgemusterten Niederdruck-Dampfturbinenschaufel

In Anlagen, in denen Medien mit kantigen, harten Teilchen gefördert werden, ist abrasiver Verschleiß eine wesentliche Ursache für die Verkürzung der Lebensdauer durchflossener Bauteile. Dies ist etwa der Fall in Rohrleitungen und Pumpen, durch die Wasser mit Schwebstoffen (Sand), Putz und Beton (Zuschlagstoffe) oder gefüllte Kunststoffmassen (Füllstoffe) zu fördern sind, etwa in Vergussanlagen.
Abrasiver Verschleiß kann mit einem mechanischen Prüfverfahren über den Taber-Abraser nach ISO 9352, ASTM D 1044 oder DIN EN 438 – 2.6 bestimmt werden. Hierbei werden mit Schleifpapier versehene Räder mit einem definierten Druck gegen die rotierende Oberfläche der Probekörper gepresst. Messgröße ist meist der Masseverlust des Probekörpers nach einer bestimmten Anzahl von Umdrehungen.
Falls abrasive Feststoffe in Flüssigkeiten suspendiert sind und Verschleiß verursachen, spricht man von Hydroabrasion.

### Oberflächenzerrüttung
Oberflächenzerrüttung ist ein Verschleißmechanismus, der durch wechselnde oder schwellende mechanische Spannungen hervorgerufen wird.
Folge ist eine Zerrüttung der Oberfläche, d. h., es entstehen und wachsen Mikrorisse in den oberflächennahen Werkstoffschichten. Oberflächenzerrüttung tritt z. B. in Wälzlagern durch das ständige Überrollen auf. Dieser Verschleiß, auch Wälzverschleiß genannt, lässt Grübchen oder Pittings entstehen.
Da Zugspannungen in der Oberfläche die Oberflächenzerrüttung fördern, können als Gegenmaßnahme Druckspannungen durch Nitrieren, Oxidieren oder Kugelstrahlen in die Oberfläche eingebracht werden.

### Tribooxidation

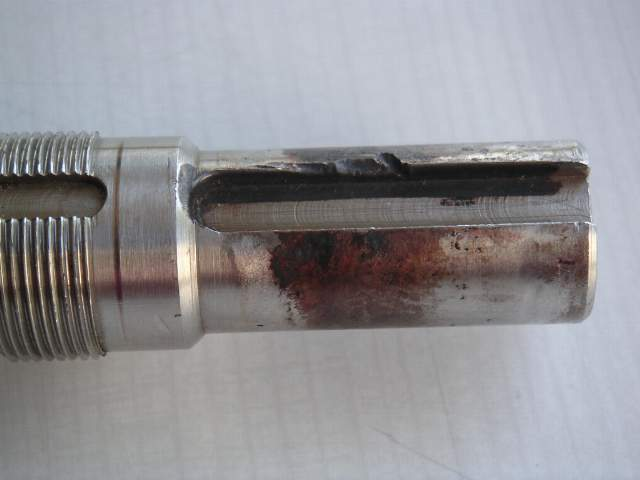
Tribooxidation (Passungsrost) an einer Welle aus Stahl

Die Bildung von Zwischenschichten, z. B. Oxidschichten, infolge chemischer Reaktion und ihre mechanische Zerstörung durch Bewegung der Bauteile nennt man Tribooxidation oder Reaktionsschichtverschleiß. Er tritt fast immer zusammen mit adhäsivem Verschleiß auf. Dieser Verschleißmechanismus ist eine tribochemische Reaktion. Ein Beispiel für Tribooxidation ist Passungsrost.

## Verschleiß in elektrischen und elektronischen Geräten
Verschleiß oder Alterung ist vielen Bauteilen immanent, z. B. elektronischen Bauteilen, Elektrolytkondensatoren, Akkus, Glüh- und Gasentladungslampen.
Durch Wahl problematischer Werkstoffe sowie komplexer Herstellungstechnik und deren schlechte Beherrschung treten bei Bauteilen gleicher Art gravierende Qualitätsunterschiede auf, die sich oft, jedoch nicht immer, im Preis niederschlagen.